# 長浜曳山祭
長浜曳山祭（ながはまひきやままつり）とは、滋賀県長浜市で毎年4月に開催される祭で、京都の祇園祭、高山市の高山祭と並んで日本三大山車祭の一つに数えられる。長浜曳山祭の曳山行事という名称で1979年（昭和54年）2月3日に重要無形民俗文化財に指定された。2016年（平成28年）11月30日、ユネスコ無形文化遺産に登録された山・鉾・屋台行事の一つ。
保存団体は公益財団法人長浜曳山文化協会。

## 概要
舞台付き曳山での子ども歌舞伎の上演を中心とした旧長浜町内の祭であり、毎年4月15日を中心とした長浜八幡宮の春の例祭に奉納される。近世の長浜町に属する各町と、七郷と呼ばれる隣接集落が参加し、13基の曳山があり、そのうちの12基（鳳凰山、高砂山、猩々丸、壽山、翁山、常磐山、萬歳楼、孔雀山、青海山、月宮殿、諫皷山、春日山）が子ども歌舞伎をおこない、毎年4基ずつ交代で巡行する。鳳凰山の見送りには、現在の松坂屋の基を作った伊藤家によって裁断されて売り渡された、16世紀後半にベルギーのブリュッセルで職人ニケイズ・アエルツによって製作されたトロイア戦争を題材にしたタペストリーが使われており、京都の祇園祭の鶏鉾に分割された部分、さらに一部が祇園祭の霰天神山に使用されている。貴婦人と三人の従者を描いた「鳳凰山飾毛綴」、大勢の槍を持つ武人を織り出した「翁山飾毛綴」が国の重要文化財に指定されている。
祭は4月9日の線香番に始まり、12日までの4日間は若衆による裸参り、13日未明に起し太鼓が町内を囃し廻ると、早朝から長刀山と他の12基の曳山が御幣迎えに社参し、神輿がお旅所へ渡り、午後に若衆が出番山の順番を決める籤取式に臨む。13日夕方曳山の上で初めて子ども歌舞伎が演ぜられ、一番山は三番叟を舞う。宵宮14日の登り山は出番山を神社へ曳行した後、子ども歌舞伎の役者が神社から町内へ練り渡る夕渡りがあり、15日朝には神社へ向かう朝渡り、長刀山による太刀渡りがある。15日の夕方から、出番山が順にお旅所で子ども歌舞伎を奉納する。
長浜市曳山博物館では一年を通して本物の曳山を展示し、映像等で長浜曳山祭の歴史や見所などを見ることができる。

## 裸参り
長浜曳山祭の裸参りは、「籤取式」と呼ばれる行事で4つの山組の狂言奉納順を決める神籤を引く「籤取人」を盛り立てて良い籤が引けるように祈願し、祭礼本日の晴天と役者の健康、祭りの成功を祈るものである。また、祭りを迎えるまで身体を酷使し、ストレスを溜めた若衆のストレス発散の役割も果たしている。
裸参りには、以下のルールが定められている。
- 裸参りはお参りであって、建前として喧嘩を目的とした喧嘩祭りではないため、自分から手を出さないこと。
- 隊列は左側通行とし、参拝に向かう往路の組の通行を優先する。
- 長浜八幡宮の二の鳥居を抜けた境内や豊国神社の喧嘩は控える。また、先発した組が長浜八幡宮の井戸で身を清めている際は、井戸より前の地点で待機する。
- 裸参りは身を清めた籤取人が無事に翌日の籤取式に出て良い籤を引いてもらうための行事であり、喧嘩が起きても籤取人に手を掛けたり、恥をかかせたりしてはならない。